# Пару Ротунд (Телеорман)
Пару Ротунд (рум. Păru Rotund) насеље је у Румунији у округу Телеорман у општини Ненчулешти. Oпштина се налази на надморској висини од 67 m.

## Становништво
Према подацима из 2002. године у насељу је живело 671 становника, од којих су сви румунске националности.